# Alexej Adamowitsch Olsufjew

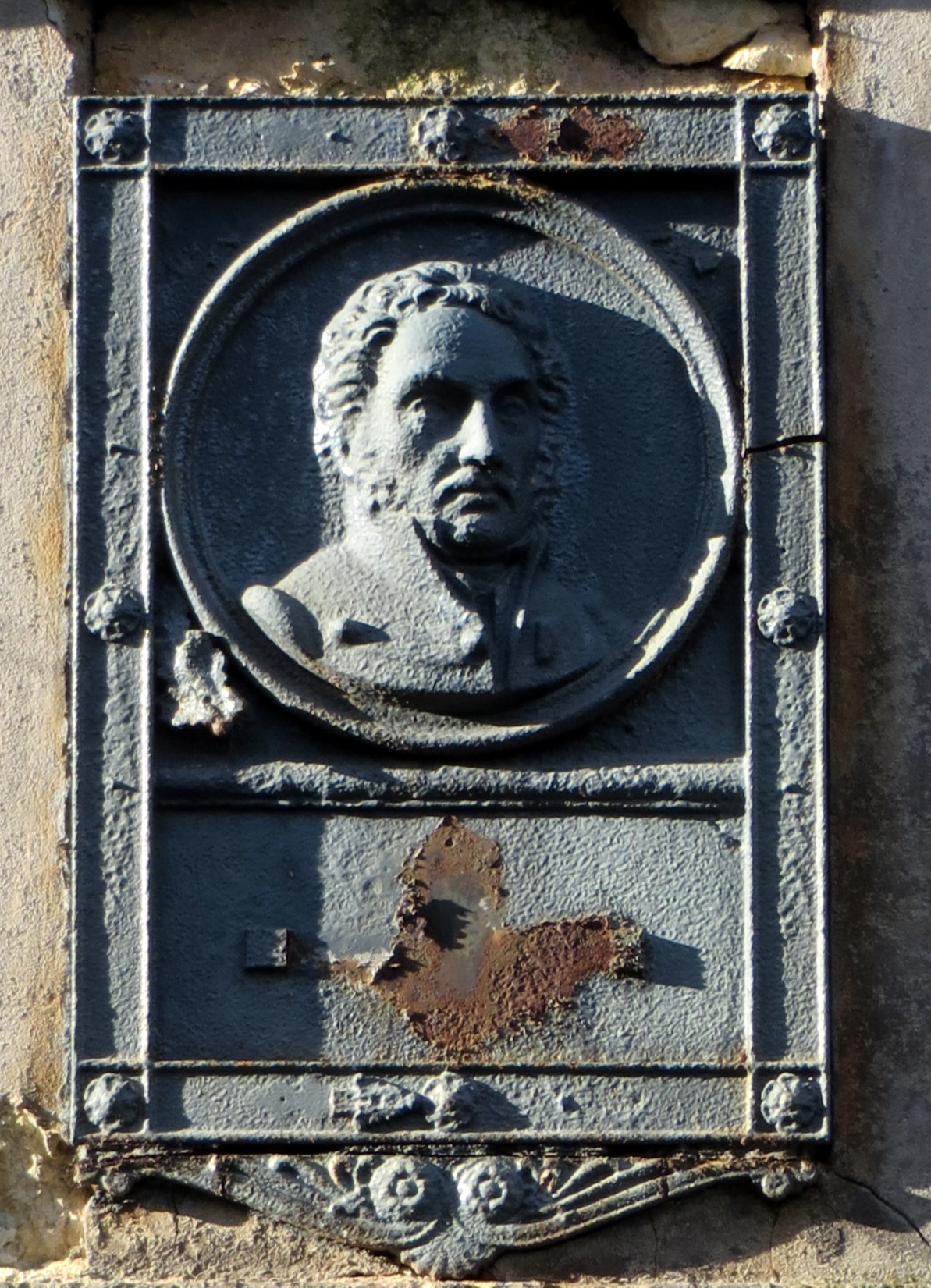
Relief des Alexej Adamowitsch Olsufjew von seinem Grabmal

Alexej Adamowitsch Olsufjew (russisch Алексей Адамович Олсуфьев, zeitgenössische Transkription: Alexius Adamowitzsch von Olsufieff; * 9. Januarjul. / 20. Januar 1763greg. in Sankt Petersburg; † 16. Januarjul. / 28. Januar 1838greg. in Dresden) war ein russischer Major, Gutsbesitzer in Dresden und bedeutender Förderer sozialer Projekte.

## Leben

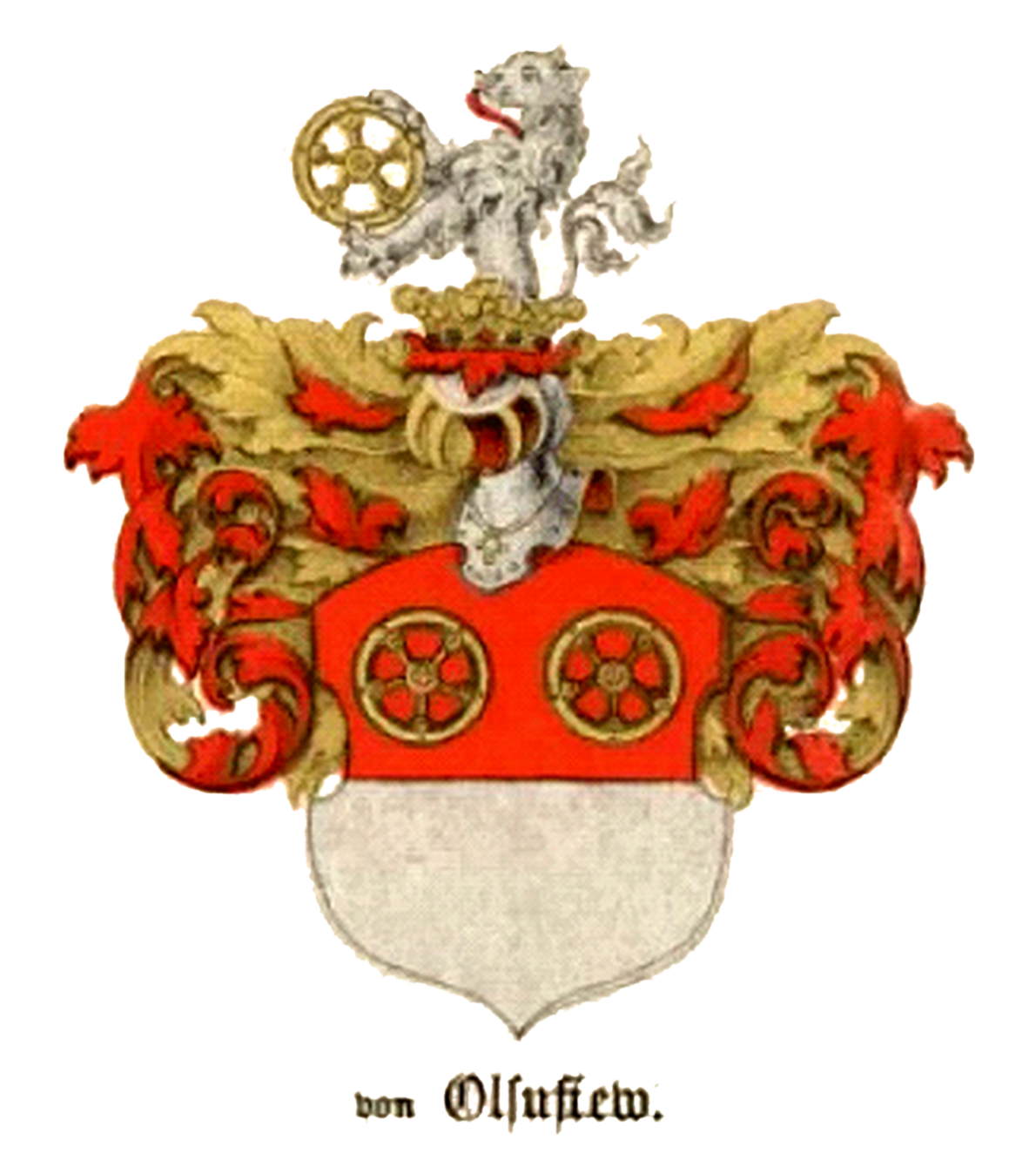
Wappen der Familie Olsufjew

Olsufjew entstammt einer russischen Adelsfamilie. Er ist ein Sohn des Gelehrten und Staatsmanns Adam Wassiljewitsch Olsufjew (russisch: Адам Васильевич Олсуфьев; 1721–1784), der unter Katharina II. Kabinettsminister und Staatssekretär war. Seine Brüder Sergej (1755–1818) und Dmitrij (1759–1808) studierten beide an der Universität Leipzig und waren Offiziere der kaiserlichen russischen Armee. Olsufjew war Patensohn des russischen Feldherrn Alexander Borissowitsch Buturlin.
Nach der Schule trat Olsufjew ebenfalls in den Militärdienst ein und wurde später bis zum Major der Kavallerie befördert. Er war von 1788 bis 1790 Militärexekutor im Kriegskollegium, von 1790 bis 1792 Berater der russischen Mission in Frankfurt am Main und nahm als Ehrenkavalier in der russischen Delegation an der Kaiserkrönung Franz II. (14. Juli 1792) teil.

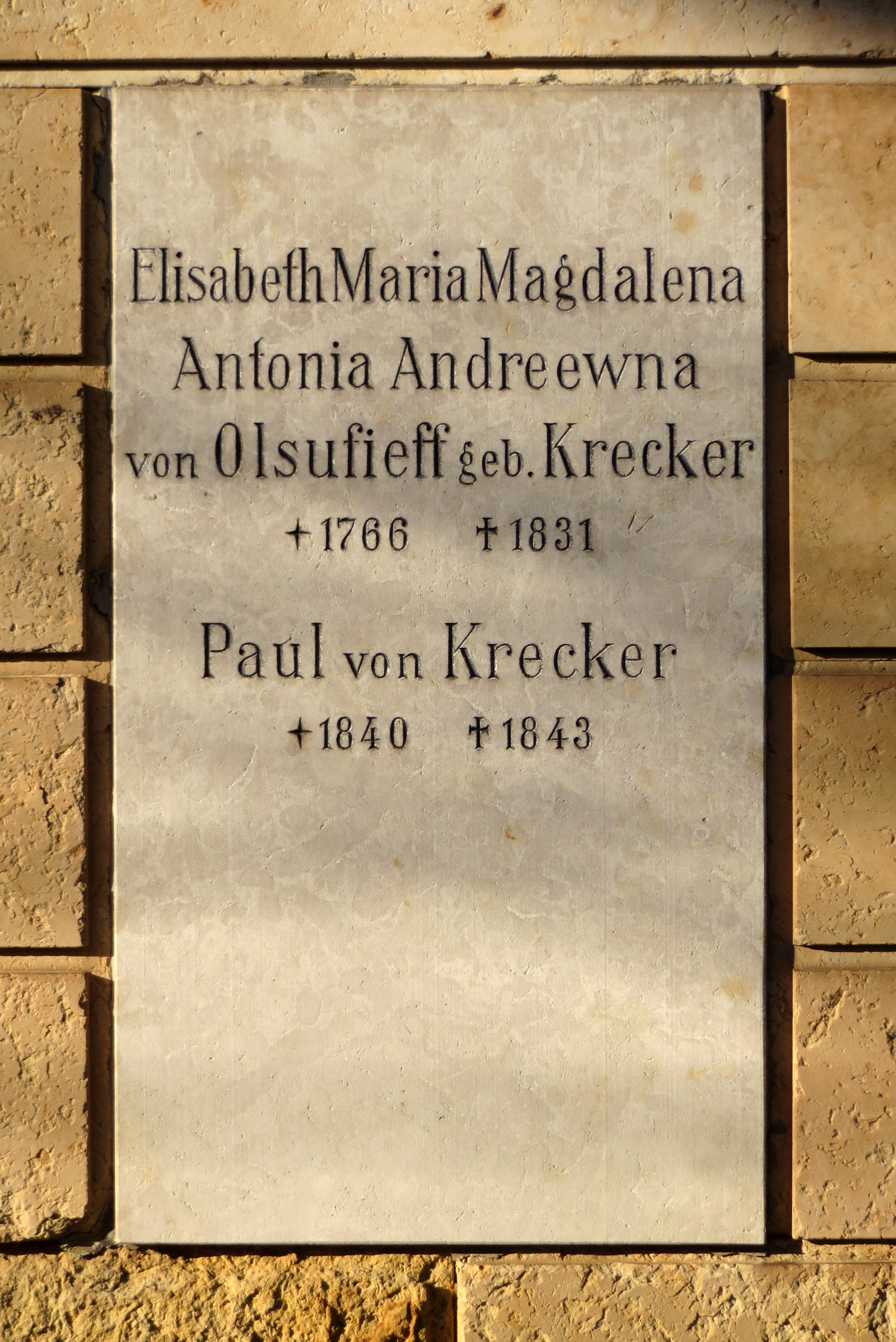
Grabplatte für Elisabeth Maria Olsufjew auf dem Alten Katholischen Friedhof Dresden

In Frankfurt lernte er Elisabeth Maria Magdalena Antonia Krecker (1766–1831) kennen, Tochter eines Fuldaer Fleischermeisters. Er nahm sie mit nach Russland und machte sie zu seiner Ehefrau. Wegen ihrer bürgerlichen Herkunft gab es Spannungen mit seiner Familie, was ihn schließlich 1804 veranlasste, den Militärdienst im Range eines Premiermajors zu quittieren und Russland zu verlassen. Er ließ sich in Dresden nieder und erwarb 1810 von der Familie von Carlowitz das Rittergut in Niederpoyritz, das damals noch außerhalb der Stadt zwischen Dresden und Pillnitz lag. 1827 verkaufte Olsufjew das Rittergut Niederpoyritz für 40.000 Taler an den späteren König Friedrich August II. von Sachsen, der in den Folgejahren auf diesem Gelände den Königlichen Weinberg anlegen ließ.
Die Ehe blieb kinderlos, jedoch wuchs bei ihnen der Neffe der Ehefrau auf, Christian Andreas Krecker (1797–1869), der 1846 bei seiner Nobilitierung durch die Fürsten Reuß ältere Linie als Ritter von Krecker-Drostmar das Olsufjewsche Wappen übernahm: Schild quer geteilt, oben 2 nebeneinander stehende goldene Feuerräder auf rotem Grund, unten silberner Grund ohne Bild.
1831 starb Olsufjews Ehefrau, sie wurde auf dem Alten Katholischen Friedhof in Dresden beigesetzt (Grabplatte jetzt im Erbbegräbnis der Familie Ch. Pusinelli). Olsufjew wohnte zuletzt in seinem Haus auf der Waisenhausstraße.
Über seinen Tod und das bedeutende Vermächtnis berichteten Zeitungen überregional, z. B. in München und Bamberg.
Auf der Dresdner Kunstausstellung von 1842 stellte der Porträt- und Genremaler Heinrich Gotthold Arnold ein „Bildnis Major v. Olsufieff“ aus, über dessen Verbleib nichts bekannt ist.

## Wohltätigkeit
Für Olsufjew als Freimaurer war Wohltätigkeit eine lebenslang geübte Tugend. Mit 18 Jahren wurde er 1781 in St. Petersburg als Lufton in die Loge Concordia aufgenommen. Als er 1832 in die Dresdner Loge Zum goldenen Apfel im Orient eintrat, gehörte er weiterhin auch der Loge Concordia an. Die Loge Zum goldenen Apfel unterstützte maßgeblich die von Emanuel Gottlieb Flemming 1809 eröffnete Blindenanstalt in Dresden, die sich besonders der Ausbildung von Blinden widmete. Olsufjew führte dieses Engagement fort mit einem beträchtlichen Legat in seinem am 20. Januar 1838 errichteten Testament. Darin setzte er „die Armenanstalt der Commune Dresden, besonders die verschämten Armen, die hier bestehenden Blindenanstalten, sowohl die, den Staat angehende, als auch den Privat-Blindenverein und die hier bestehende Taubstummenanstalt“ zu gleichen Teilen als Universalerben ein. Jede dieser Anstalten erhielt etwa 17.500 Taler. Zur Erinnerung an den großherzigen Spender feierte die Dresdener Blindenanstalt von 1839 bis 1939 alljährlich am 25. Juni das Olsufieff-Fest und präsentiert den geladenen Gästen aus Politik und Wirtschaft die Leistungen der Anstalt.

## Grabmal

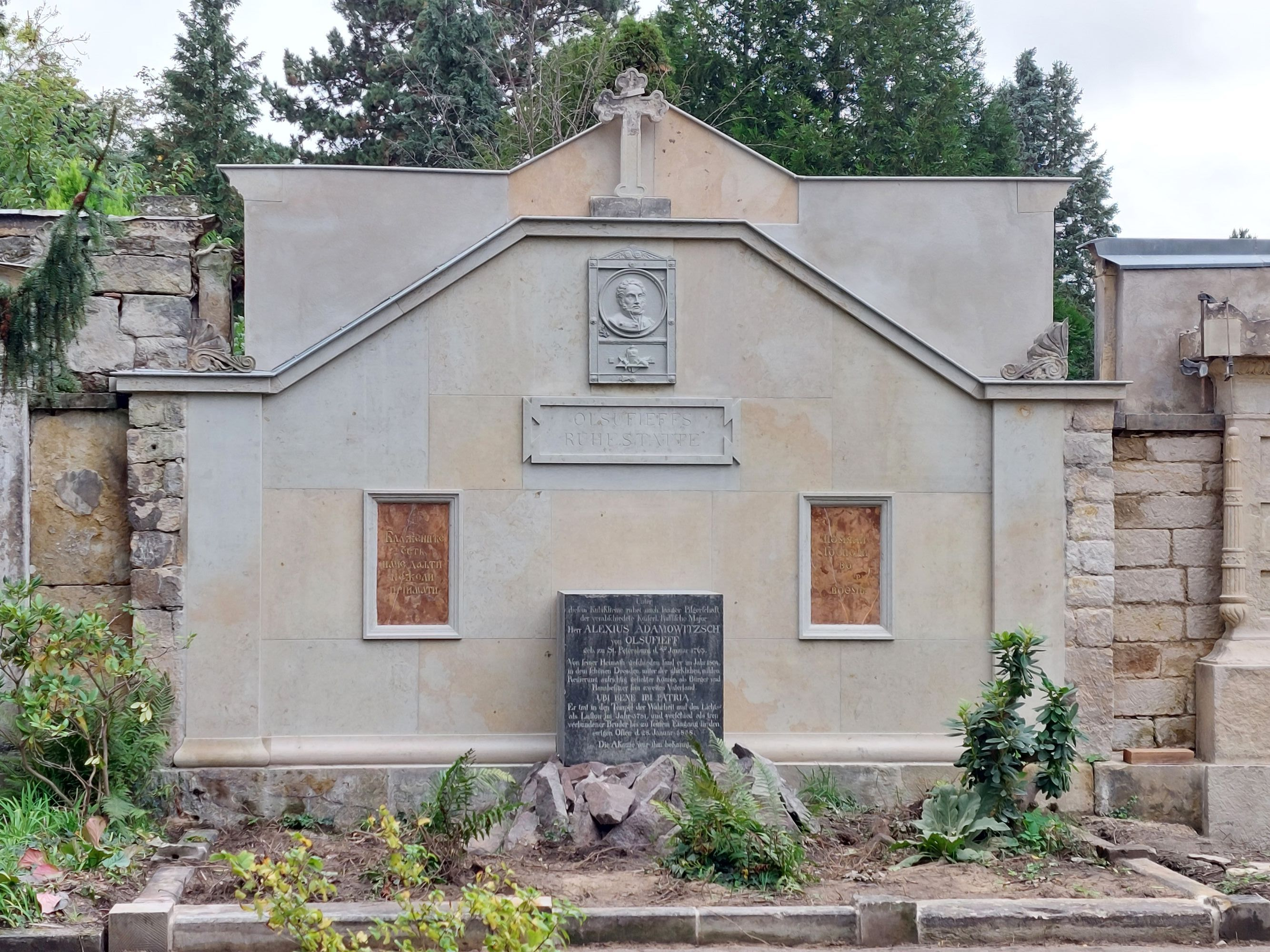
Grabmal Alexej Adamowitsch Olsufjews auf dem Trinitatisfriedhof Dresden

Olsufjew wurde auf dem sog. weiten Friedhof, dem heutigen Trinitatisfriedhof in Dresden beigesetzt. Das an einer Mauer gelegene Grab zeigt oben ein Medaillon mit dem Kopf des Verstorbenen in Eisenguss, darunter die Inschrift „Olsufieffs Ruhestätte“, auf dem Boden ruht ein monolithischer polierter schwarzer Stein-Kubus (B×H×T = 87 × 93 × 76 cm) mit der von Olsufjew selbst entworfenen Inschrift
Unter / diesem Kubiksteine ruhet nach langer Pilgerschaft / der verabschiedete Kaiserl. Russische Major / Herr ALEXIUS ADAMOWITZSCH / von OLSUFIEFF / geb. zu St. Petersburg d. 20. Januar 1763 / Von seiner Heimath geschieden fand er im Jahr 1804 / in dem schönen Dresden, unter der glücklichen, milden / Regierung aufrichtig geliebter Könige, als Bürger und / Hausbesitzer sein zweites Vaterland. / UBI BENE IBI PATRIA. / Er trat in den Tempel der Weisheit und des Lichts / als Lufton im Jahre 5781, und verschied als treu / verbundener Bruder bis zu seinem Eingang in den / ewigen Osten, d. 28. Januar 5838. / Die Akazie war ihm bekannt.
Zwei Tafeln an den Seiten tragen Sprüche in kirchenslawisch, links „Блаженнее есть паче даяти нежели приимати (Geben ist seliger als Nehmen)“, rechts wahrscheinlich „Помяни Господи во Царствии Твоемь (Gedenke [meiner], Herr, in Deinem Reich)“.
Der Kubikstein oder Kubus hatte in den Logen des 18. Jahrhunderts eine besondere Bedeutung als Symbol für Handlungen, „die alle nach dem schönen Ebenmaße eines wohlgeordneten aufgeklärten Verstandes, und eines nach Tugend und Ehre handelnden Herzens eingerichtet sind“, an denen ein Logenbruder zu erkennen ist. Als Schmuck eines Grabes hat den Kubikstein wohl erstmals die Dresdner Apfel-Loge verwendet. 1833 wird für Johann Nicolaus Bischoff ein Grabdenkmal, ein kubischer Stein mit entsprechender Inschrift von der Loge errichtet. 1835 setzte sie auf dem Grab des Logenbruders Karl August Böttiger (1761–1835) einen kubischen Stein aus geschliffenen Granit mit der Inschrift: „Im rechten Winkel war sein Gang und Maß“. Das Grabmal Olsufjews steht in dieser Tradition.